# Clavières
Clavières es una comuna francesa situada en el departamento de Cantal, en la región de Auvernia-Ródano-Alpes.

## Demografía
| 476 | 477 | 433 | 337 | 308 | 265 | 201 |
| Para los censos de 1962 a 1999 la población legal corresponde a la población sin duplicidades (Fuente: INSEE [Consultar]) |     |     |     |     |     |     |